# Hallila (Myrskylä)
Hallila – wieś w Finlandii, w rejonie Uusimaa, w gminie Myrskylä.